# Bahía Hughes
La Bahía Hughes es una bahía antártica situada entre el cabo Sterneck y el cabo Murray a lo largo de la costa oeste de la península Antártica. Tiene 42 kilómetros de ancho, se encuentra al sur de península Chavdar, al norte de península Pefaur (Ventimiglia), y en la costa Danco en el lado oeste de Tierra de Graham
En la bahía se encuentran las ruinas del antiguo refugio chileno Doctor Guillermo Mann, también conocido como Spring-INACH.
El nombre ha aparecido en los mapas durante más de 100 años y conmemora a Edward Hughes, maestro del Sprightly, un buque cazafocas de propiedad de la compañía ballenera London Samuel Enderby & Sons, que exploró en esta área en 1824-1825.
Es probable que la bahía Hughes haya sido el sitio del primer desembarco en el continente antártico, por parte de los cazadores de foca que estaban embarcados en el buque Cecilia al mando del capitán John Davis en el 7 de febrero de 1821.

## Glaciares
Los glaciares Sikorsky, Mouillard, Cayley, Gregory, Breguet, Blériot, Agalina, Krapets y Zimzelen y la capa de hielo Tumba se encuentran en la bahía.

## Mapas
- Base de datos digital antártica (ADD). Escala 1: mapa topográfico 250000 de la Antártida. Comité Científico de Investigación Antártica (SCAR), 1993-2016.